# Pensja weteranów powstań z 1830, 1848 i 1863 w II RP

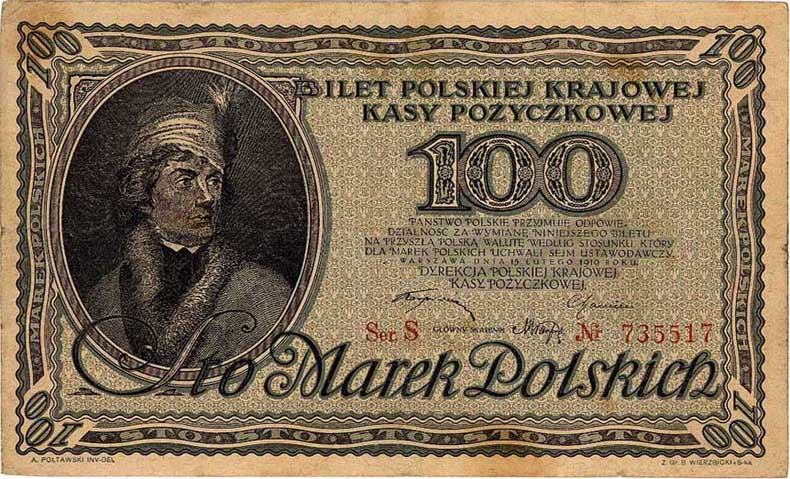
100 marek polskich (emisja z 15 lutego 1919)

Pensja weteranów powstań z 1830, 1848 i 1863 w II RP – określona przepisami prawa pensja weteranów powstań narodowych i wdów po nich w II Rzeczypospolitej.
W dniu 2 sierpnia 1919 r. uchwalono ustawę o stałej pensji dla weteranów powstań 1831 i 1863 r. (Dz.Pr.P.P. 1919 nr 65, poz. 397). Zgodnie z tą ustawą od dnia 1 lipca 1919 r. przyznano weteranom dożywotnią pensję. Wysokość miesięcznej pensji dla weteranów nieposiadających stopnia oficerskiego wynosiła 250 marek polskich, a w przypadku weteranów posiadających stopień oficerski 300 marek polskich. Wdowy po weteranach, które weszły w związki małżeńskie przed wejściem w życie ustawy, miały w okresie wdowieństwa prawo do pensji dożywotniej, wypłacanej ze Skarbu Państwa, w wysokości połowy pensji, do jakiej miałby prawo mąż pozostający przy życiu.
Dnia 18 grudnia 1919 uchwalono ustawę rozszerzającą przepisy, w której prawo do stałej pensji rozszerzono także na weteranów walk wyzwoleńczych w 1848 r. (Dz.U. 1920 nr 2, poz. 4).
W dniu 18 grudnia 1919 r. uchwalono ustawę o przyznaniu stopni i praw oficerskich weteranom z lat 1831, 1848 i 1863 (Dz.U. 1920 nr 2, poz. 5). Od tej pory wszyscy weterani byli oficerami, a ich dożywotnia pensja została zrównana. Pensja ta wynosiła dla wszystkich 300 marek polskich miesięcznie. Pensja ta jednak przysługiwała tylko w przypadku, gdy weterani nie mieli zabezpieczonej starości.
Dnia 8 czerwca 1920 r. uchwalono ustawę zmieniającą przepis artykułu 2 ustawy z 18 grudnia 1919 r. (Dz.U. 1920 nr 50, poz. 306). Po tych zmianach prawo do dożywotniej miesięcznej pensji mieli wszyscy weterani, bez względu na to czy mieli zabezpieczoną starość, czy też nie.
Dla porównania 13 lipca 1920 r. ogłoszono szereg ustaw określających wynagrodzenia pracowników państwowych. Płaca zasadnicza szeregowego pracownika kolei państwowych, który posiadał najniższy 15. stopień uposażenia, została ustalona na 400 marek polskich plus dodatki za wysługę lat i dodatek drożyźniany. Płaca urzędnika państwowego posiadającego najniższy 13. stopień uposażenia wynosiła 500 marek polskich plus dodatki. Płaca funkcjonariusza niższego, podurzędnika, sługi – posiadającego najniższy stopień płacy wynosiła 350 marek polskich plus dodatki.
W dniu 18 marca 1921 r. uchwalono ustawę w przedmiocie nadzwyczajnego dodatku do stałej pensji dla weteranów 1831, 1848 i 1863 roku. (Dz.U. 1921 nr 29, poz. 164). Weteranom pobierającym stałą pensję na zasadzie ustawy z dnia 18 grudnia 1919 r. przyznano wstecznie od dnia 1 stycznia 1921 r. na czas trwania wojną wywołanych stosunków ekonomicznych nadzwyczajny dodatek do pobieranej pensji w kwocie 1500 marek miesięcznie.
Dnia 23 marca 1922 r. uchwalono ustawę w przedmiocie zaopatrzenia weteranów powstań narodowych z 1831 r., 1848 r. i 1863 r. oraz wdów po nich (Dz.U. 1922 nr 26, poz. 212). Wobec panującej inflacji zmieniono zasady wypłacania pensji weteranom oraz wprowadzono rozróżnienie na weteranów samotnych i żonatych. Wynagrodzenie weteranów składało się z:
1. Stałej pensji, którą ustalono na 500 marek polskich miesięcznie.
2. Dodatku drożyźnianego. Przez cały czas trwania wyjątkowych warunków gospodarczych weterani pobierał dodatek drożyźniany do pensji, którego wysokość zależała od stosunków rodzinnych i stałego miejsca zamieszkania. Dodatek drożyźniany obliczało się mnożąc mnożną, równą dla wszystkich klas miejscowości, przez mnożnik ustalony każdorazowo przez Radę Ministrów dla obliczenia dodatków drożyźnianych do uposażenia funkcjonariuszy państwowych i osób wojskowych. Mnożna wynosiła dla weterana samotnego 10, a dla weterana żonatego 14.
3. Leczenia i opieki społecznej. Weterani dostali prawo do pomocy lekarskiej w ambulatoriach, szpitalach oraz zakładach leczniczych. Niedołężni i pozbawieni opieki domowej mieli być umieszczeni w odpowiednich zakładach na koszt państwa. Przez czas pobytu w zakładzie weteran pobierał 1/5 pełnego uposażenia.

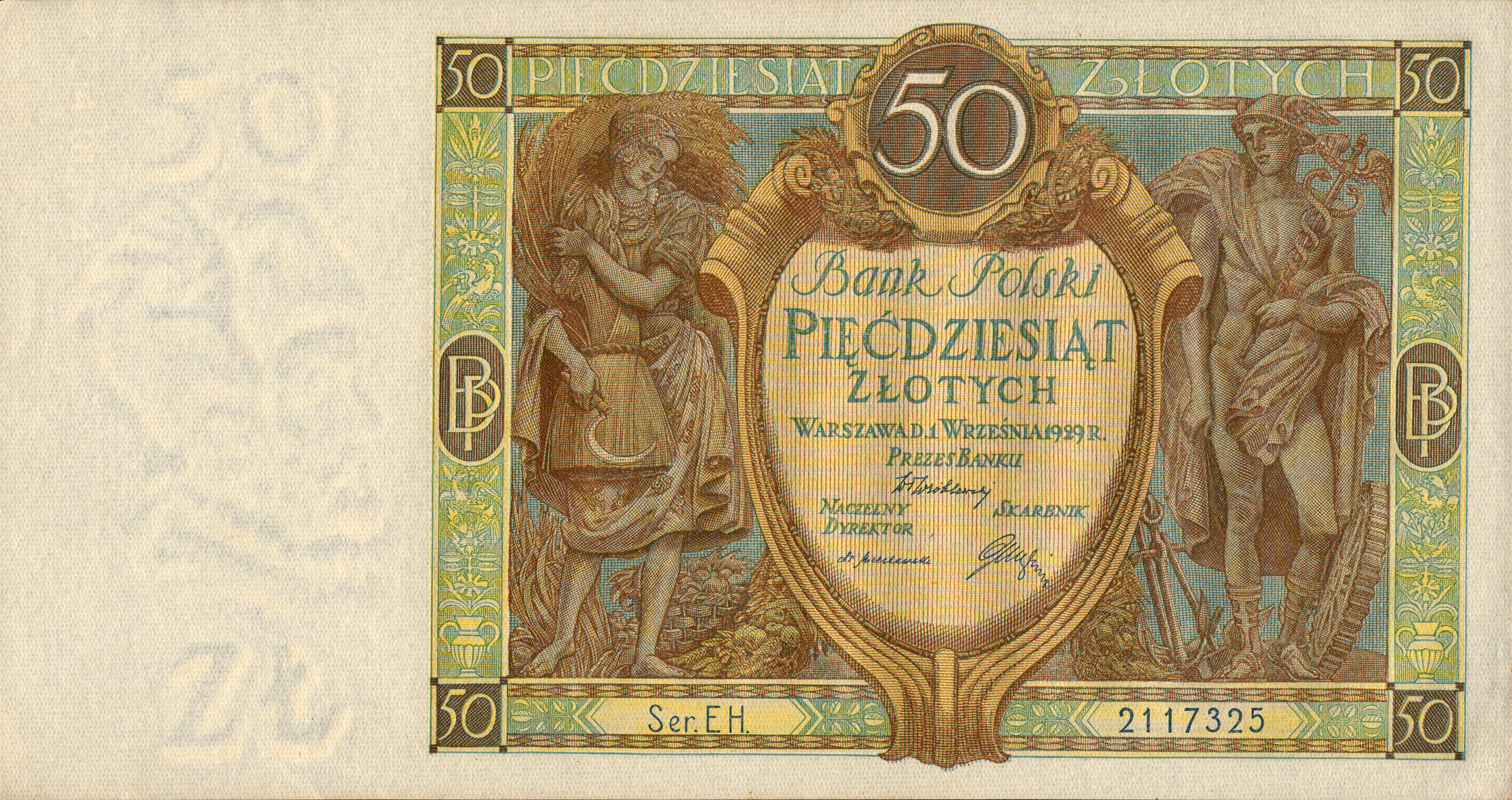
50 złotych (emisja 1 września 1929)

W dniu 7 października 1927 r. ogłoszone zostało rozporządzenie Prezydenta Rzeczypospolitej w sprawie zmiany niektórych postanowień ustawy z 23 marca 1922 r. w przedmiocie zaopatrzenia weteranów powstań narodowych z 1831 r., 1848 r. i 1863 r. oraz wdów po nich (Dz.U. 1927 nr 88, poz. 791). Na podstawie tego rozporządzenia zlikwidowano wypłacany dotychczas dodatek drożyźniany. Ustalone zostały też nowe kwoty miesięcznej pensji. Od 1 października 1927 r. miesięczna pensja weterana samotnego wynosiła 125 zł, a weterana żonatego 150 zł.
Dla porównania poniżej podane są wysokości miesięcznej pensji w 1927 r. zawodowych wojskowych zamieszkałych na prowincji, obowiązujące w początkowym okresie służby:
- kapral samotny – 136,2 zł, żonaty z dziećmi – 196,86 zł
- plutonowy samotny – 157,9 zł, żonaty z dziećmi – 225,18 zł
- porucznik samotny – 304,1 zł, żonaty z dziećmi – 371,38 zł

Dnia 9 kwietnia 1938 r. uchwalono ustawę o zmianie ustawy w przedmiocie zaopatrzenia weteranów powstań narodowych z 1831 r., 1848 r. i 1863 r. oraz wdów po nich (Dz.U. 1938 nr 25, poz. 221). Ustawa ta zakładała, że zaopatrzenie weteranów składa się ze stałej pensji, która nie uległa zmianie, jak również dodatku pielęgnacyjnego, który wynosił 75 zł miesięcznie. Pensję dla wdów po weteranach ustalono w wysokości 75 zł. Ustawa weszła w życie z dniem ogłoszenia i obowiązywała od dnia 1 stycznia 1938 r.
Ostatni weteran powstania styczniowego Feliks Bartczuk zmarł 9 marca 1946 r.
Dnia 28 stycznia 1953 r. ogłoszono dekret zmieniający niektóre przepisy o zaopatrzeniach. (Dz.U. 1953 nr 9 poz. 29) W dekrecie tym ogłoszono, że zaopatrzenie przyznane wdowom po weteranach powstań narodowych na podstawie ustawy z dnia 22 marca 1922 r, podwyższono do kwoty 168 zł miesięcznie. 